# Podvihorlatská pahorkatina
Podvihorlatská pahorkatina je geomorfologický podcelek Východoslovenské pahorkatiny. Nachází se v její východní části.

## Vymezení
Podcelek zabírá mírně zvlněnou část ve východní polovině Východoslovenské pahorkatiny a tvoří přechod mezi horstvem na severu a rovinou na jihu. Na jihovýchodě území vymezuje státní hranice s Ukrajinou, severovýchodním směrem se nachází nejvýchodnější podcelek krajinného celku, Petrovské podhhorie. Severním směrem leží úpatí Vihorlatských vrchů a jejich podcelky Popriečny, Vihorlat a Humenské vrchy. Západním směrem navazuje krajinný celek Laboreckou nivou a Zálužickou pahorkatinou . Mezi nimi je úzký pás Laborecké roviny a jihovýchodně navazuje Sobranecká rovina, obě patřící pod Východoslovenskou rovinu. 

## Chráněná území
Severní okraj východní poloviny zasahuje do CHKO Vihorlat, z maloplošných chráněných území zde leží chráněný areál Zemplínská Šírava a národní přírodní rezervace Jovsianska hrabina. 

## Osídlení
Mírně zvlněné území patří mezi středně hustě osídlené oblasti a zejména v mělkých údolích potoků leží menší a středně velké obce. Jižní okraj zasahuje na okraj Michalovců.

## Doprava
Centrální částí území vede silnice II / 582, která spojuje severním břehem Zemplínské šíravy Michalovce a Sobrance. Jihovýchodní částí prochází silnice I / 19 a v její trase vedená Evropská silnice E50, která směřuje na Ukrajinu.